# Шильман, Ефим Натанович

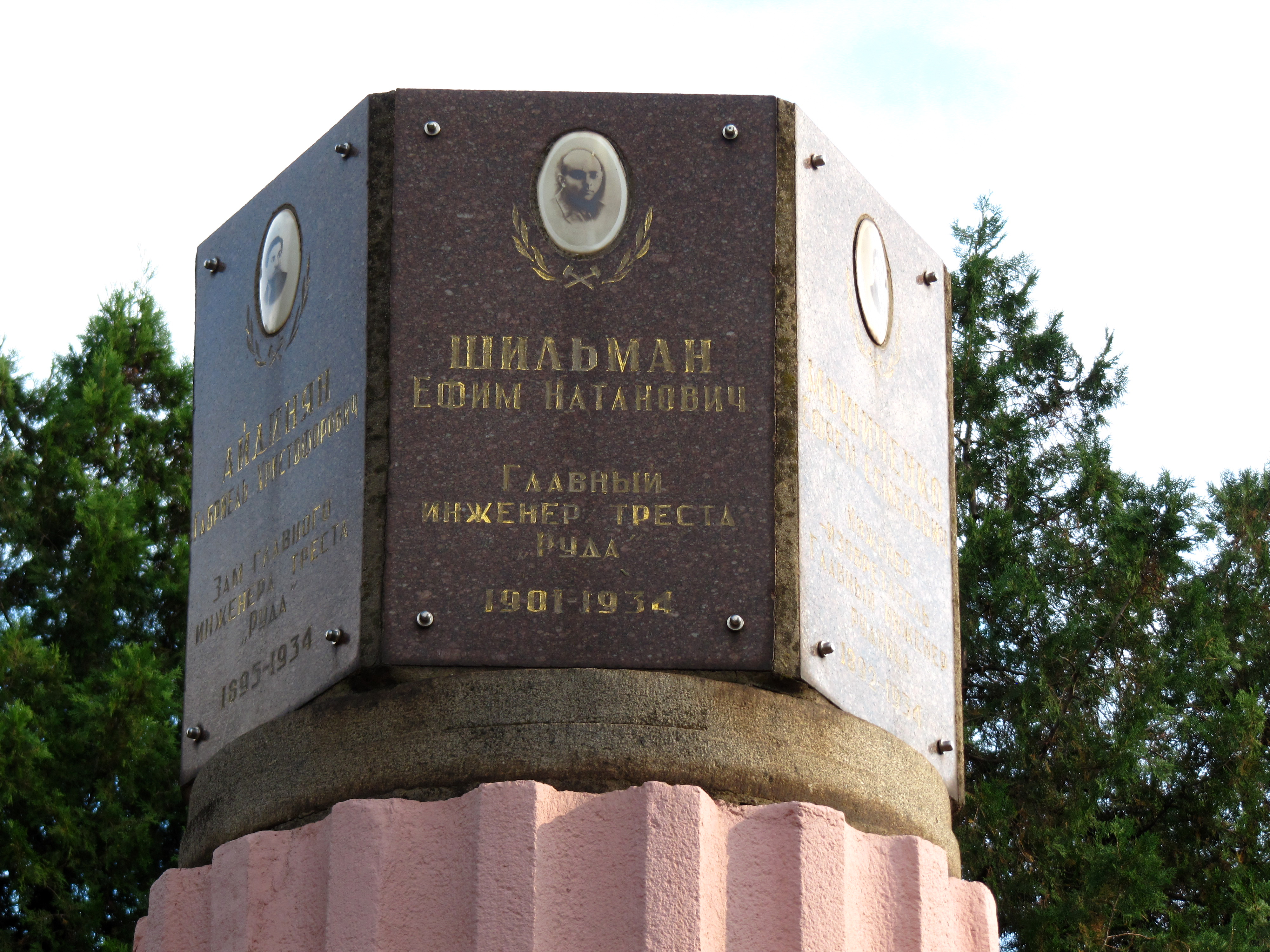
Имя на памятнике погибшим шахтёрам

Шильман Ефим Натанович (1901, Хмельницкая область — 1 мая 1934, Кривой Рог, Днепропетровская область) — советский горный инженер, главный инженер треста «Руда». Один из авторов генерального плана реконструкции горнорудной промышленности Кривбасса.

## Биография
Родился в 1901 году на территории нынешней Хмельницкой области.
В 1925 году окончил Фрайбургскую горную академию (Германия).
В 1925—1930 годах — десятник, техник, заведующий шахтой, заместитель главного инженера шахтоуправления имени Ф. Э. Дзержинского (Кривой Рог).
В 1930—1931 годах находился на стажировке в США, где изучал опыт американских горняков.
С 1931 года в тресте «Руда»: в 1931—1934 годах — начальник проектного и технического отделов, заместитель главного инженера, с февраля 1934 года — главный инженер треста.
Погиб при аварии 1 мая 1934 года во время проведения экспериментальных работ на шахте «Профинтерн» (ныне территория рудника «Сухая Балка») в городе Кривой Рог.

## Награды
- Премирован автомобилем[1].

## Память
- Имя на памятнике погибшим шахтёрам в Кривом Роге;
- Именем была названа шахта «Профинтерн», на которой произошла трагедия[2];
- Памятник в Кривом Роге[1];
- Улица имени семьи Шильман в Кривом Роге;
- История жизни описана в романе Алексея Гуреева «Наша молодость».